# Heechhiem (Goëngahuizen)
De molen Heechhiem bij Goëngahuizen is een poldermolen van het type spinnenkop. De molen is sinds 1978 eigendom van Stichting De Fryske Mole.
De wieken hebben een vlucht van 14,10 meter.
De andere twee molens in Goëngahuizen, De Modderige Bol en de De Jansmolen, staan een kilometer oostelijker.